# Средње полуострво
Средње полуострво (рус. полуо́стров Сре́дний; фин. Keskisaarento) малено је полуострво на крајњем северу европског дела Руске Федерације. Административно припада Печеншком рејону Мурманске области.
Средње полуострво се налази у акваторији Баренцовог мора, а од континенталног дела на југу је одвојено 262 метра високим узвишењем Мустатунтури. На северу се преко уске копнене превлаке наставља на Рибарско полуострво. Полуострво има готово овалан облик, благо је издужено у смеру северозапад-југоисток у дужини од око 24 km, док је највећа ширина у смеру север-југ око 14 km. Полуострво представља плато стрмо одсечен од мора у чијој основи се налазе седиментни глинени шкриљци, пешчари и кречњачке стене. Највиша тачка полуострва је кота са надморском висином од 334 метара.
Захваљујући огранку топле Норвешке струје која протиче дуж његових северних обала, обале Средњег полуострва су упркос географској ширини током целе године ослобођене од леда. Полуострво је обрасло вегетацијом тундре. Околне воде Баренцовог мора су јако богате рибом (харинга, бакалар, ципал) која представља важан извор прихода малобројног локалног становништва. Западно од западне обале полуострва налазе се Ајновска острва која су део Кандалашког резервата природе.
Највећи део полуострва се у периоду 1920-1939. налазио у саставу Финске, а потом је сходно одредбама Московског мировног уговора којим је званично окончан Руско-фински рат цело подручје враћено у састав Совјетског Савеза.